# Everswinkel
Everswinkel (plattdeutsch Iärswinkel) ist eine kreisangehörige Gemeinde im Kreis Warendorf.

## Geographie

### Gemeindegliederung

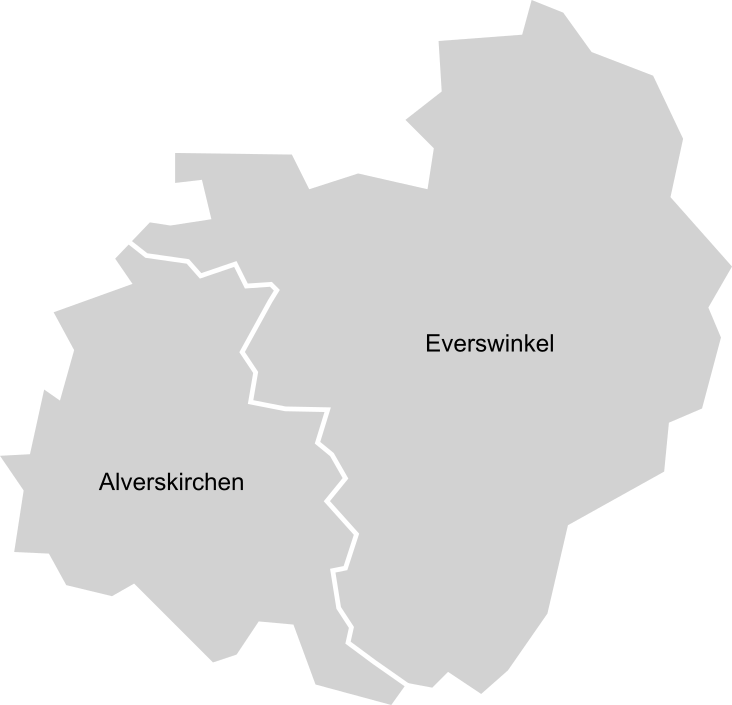
Ortsteilkarte von Everswinkel

Die Landgemeinde Everswinkel besteht aus den Ortsteilen Everswinkel und Alverskirchen. Im südlichen Bereich fließt der Voßbach und mündet in den Fluss Angel. Die Angel selber bildet teilweise die Kommunalgrenze nach Sendenhorst und fließt nach Wolbeck weiter.

### Bauerschaften
- Schuter, Namensherleitung: Früher Hof in der ehemaligen Bauerschaft Löckendorp. Erst Erwähnung Ende des 14. Jahrhunderts (A.) „Schuvotinch to Luckinctorpe“[2]. Namensbasis ist „schuvut“ übersetzt „Uhu“. Folgende zwei Herleitungen sind möglich: Der Name entstand aus dem Personennamen „Schuvot“ der in der Funktion der Zugehörigkeit (zu einer Person) gebildet wurde. Der Name entstand aus einem Flurnamen, dessen Endsilbe als Stellenbezeichnung auf das Vorhandensein von Uhus hindeutet. Bei Annahme eines Personennamens ist dieser als Übernahme auf die Tierbezeichnung zurückzuführen und als Reflex besonderer körperlicher oder charakterlicher Eigenschaften des ersten Namenträgers zu werten. Somit ist die Deutung des Namens Schuter: „das zu Schuvot Gehörende“ (zu einer Person) oder „Stelle mit Uhus“ (Flurbezeichnung).[3] (51° 53′ N, 7° 50′ O)
- Wester (51° 56′ N, 7° 49′ O)
- Versmar (51° 56′ N, 7° 49′ O)
- Müssingen (51° 56′ N, 7° 53′ O)
- Mehringen (51° 55′ N, 7° 53′ O)
- Wieningen (51° 55′ N, 7° 50′ O)
- Erter  (51° 56′ N, 7° 51′ O)

Die Alverskirchener Bauerschaften sind
- Evener (51° 54′ N, 7° 50′ O)
- Holling (51° 54′ N, 7° 47′ O)
- Wettendorf (51° 55′ N, 7° 47′ O)
- Püning (51° 56′ N, 7° 48′ O)

### Nachbargemeinden
Everswinkel grenzt (im Uhrzeigersinn, beginnend im Norden) an Telgte, Warendorf  und Sendenhorst, sowie an Münster.

## Geschichte
Im 1816 in der preußischen Provinz Westfalen gegründeten Kreis Warendorf bildete Everswinkel zunächst eine eigene Bürgermeisterei und ab 1843 ein eigenes Amt. Das Amt Everswinkel wurde 1934 aufgehoben und Everswinkel war seitdem eine amtsfreie Gemeinde im Kreis Warendorf.

### Herleitung des Namens „Everswinkel“
Eine eindeutige Namensherleitung ist nicht möglich. Naheliegend ist aus Sicht der Sprachforschung folgende Erklärung: Bei der Vorsilbe Evers- kommt als Namensgebung entweder die Tierbezeichnung „ever“ heute Eber oder ein darauf basierender Personenname in Frage. Der zweite Wortteil -winkel bezeichnet eine Flurstelle, die abgelegen und erhöht oder eingeschlossen liegen kann. Eine Formulierung in einer Urkunde aus dem Jahr 1294 „uppen den Everswinkele“ deutet auf einen Höhenunterschied hin. Somit würde das Wort eine abgelegene, erhöhte Stelle bezeichnen, an der es Eber gab oder die durch ein Vorkommnis mit einem Eber namhaft geworden ist. Oder die Namensgebung kommt von einer abgelegenen, erhöhten Stelle, an der eine Person namens Ever wohnte oder die dieser Person gehörte. Deutung: „Eberwinkel“ (Ableitung von dem Tier) oder „Winkel der Ever“ (Ableitung von einem Personennamen).

### Eingemeindungen
Am 1. Januar 1975 wurde Alverskirchen eingemeindet.

### Archiv
Seit 1976 liegt das Archiv der Gemeinde Everswinkel im Kreiszentralarchiv Warendorf.

## Religion

### Römisch-katholisch
Die beiden katholischen Pfarrgemeinden St. Magnus Everswinkel und St. Agatha Alverskirchen fusionierten am 27. September 2009 zur Katholischen Kirchengemeinde St. Magnus / St. Agatha. Viele kirchliche Vereine bereichern das kulturelle und gesellschaftliche Leben Everswinkels.

### Evangelisch
Die evangelische Kirche wird durch die Evangelische Kirchengemeinde Everswinkel-Freckenhorst vertreten. Gottesdienste finden in der Johanneskirche statt.

## Politik

### Gemeinderat
Bürgermeister Sebastian Seidel (CDU) wurde bei der Kommunalwahl am 13. September 2020 mit 59,48 Prozent in seine zweite Amtszeit gewählt. Die Wahlbeteiligung lag bei 68,7 % (2014: 65,3 %). Diese Wahl führte im Gemeinderat zu folgender Verteilung der 26 Sitze.
- CDU: 14 Sitze
- SPD: 4 Sitze
- FDP: 3 Sitze (−1)
- GRÜNE: 5 Sitze (+2)
- fraktionslos, nicht mehr angetreten (−1)

### Wappen, Banner und Flagge
Der Gemeinde Everswinkel ist mit Urkunde des Innenministers für das Land Nordrhein-Westfalen vom 15. März 1962 das Recht zur Führung eines Wappens, einer Flagge, eines Banners und eines Dienstsiegels verliehen worden.

Wappen
Banner
Flagge

#### Wappen
Blasonierung: „Im geteilten Schild oben in Rot die Vorderansicht einer silbernen (weißen) Kirche mit schwarzgedecktem Turm, unten in Silber (Weiß) einen rechtsgewandten schwarzen Eber unter einem schwarzen Sparren.“
Das Wappen zeigt im oberen die Turmfront der St.-Magnus-Pfarrkirche. Der schwarze Winkel basiert auf dem Wappen der Herren von dem Berge, der ersten nachweisbaren Bewohner des Hauses Borg. Es handelt sich hier um ein „redendes Wappen“: Everswinkel wurde in einem winkelförmig vorspringenden Flurteil der alten Bauerschaft Ever gegründet, auf deren Namen wiederum der abgebildete Eber anspielt.

#### Banner und Flagge
Beschreibung des Banners: „Das Banner zeigt auf einer weißen, von zwei roten Seitenstreifen im Verhältnis 1 : 3 : 1 begleiteten Bahn über die Mitte nach oben geschoben das Wappen der Gemeinde.“
Beschreibung der Flagge: „Die Hissflagge zeigt im geteilten Feld oben in Rot die Vorderansicht einer weißen Kirche mit schwarzgedecktem Turm, unten in Weiß einen rechtsgewandten schwarzen Eber unter einem schwarzen Sparren.“

### Städtepartnerschaften
Eine Städtepartnerschaft ist nach Aussage des Bürgermeisters bislang, mit Verweis auf die vielen Partnerschaften einzelner Vereine und Verbände, nicht geplant.

## Kultur und Sehenswürdigkeiten
Seit dem Jahr 2004 beherbergt das Mitmachmuseum Up'n Hoff die Sammlung des Heimatvereines von landwirtschaftlichen Maschinen und Geräten vergangener Jahrhunderte. Daneben erklärt es die Herstellung von Lebensmitteln, insbesondere von Brot, in früheren Zeiten.
Der 1996 gegründete Kulturkreis Everswinkel e. V. veranstaltet im Auftrag der Gemeinde ein Kulturprogramm.

### Bauwerke

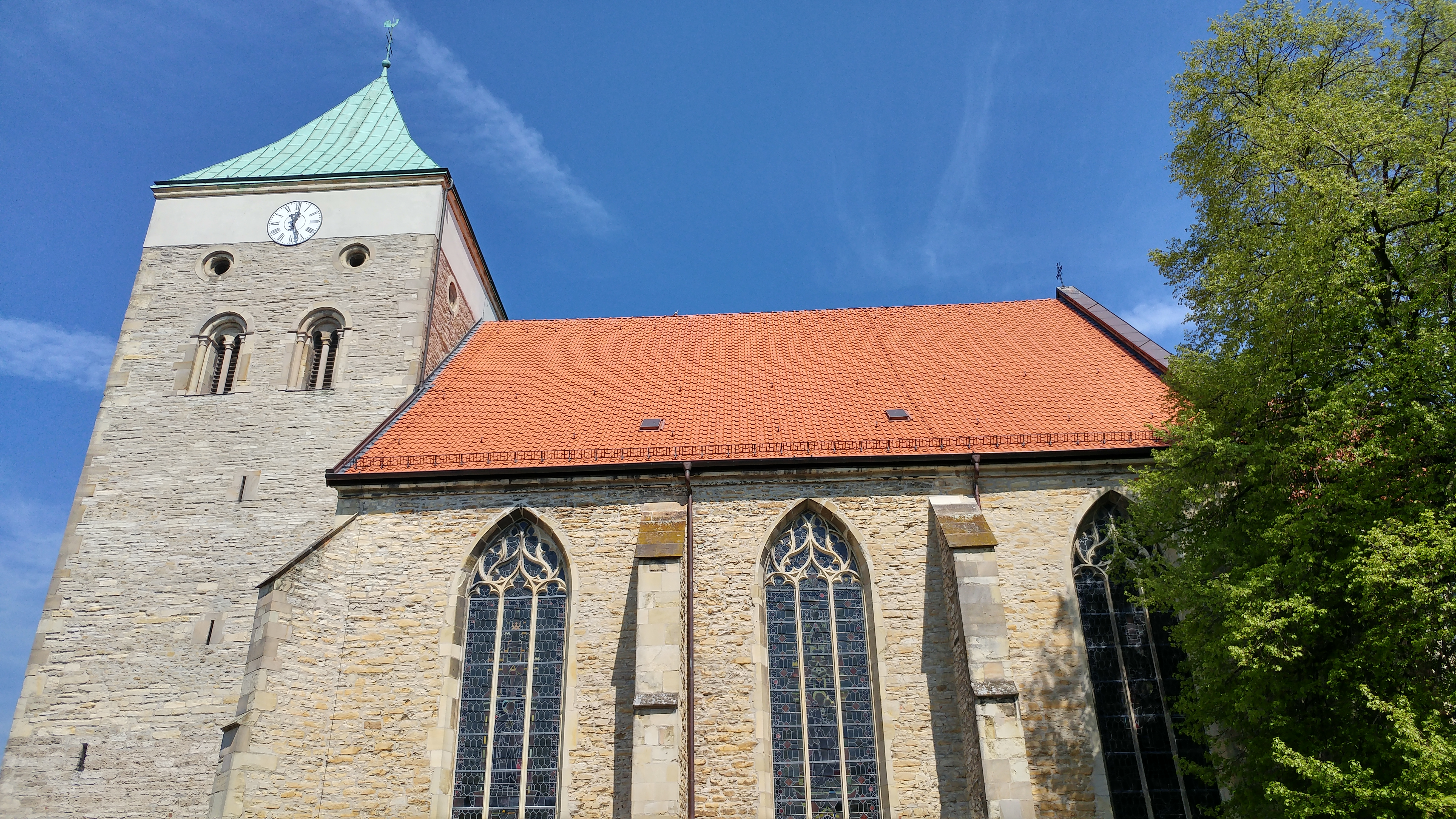
Pfarrkirche St. Magnus

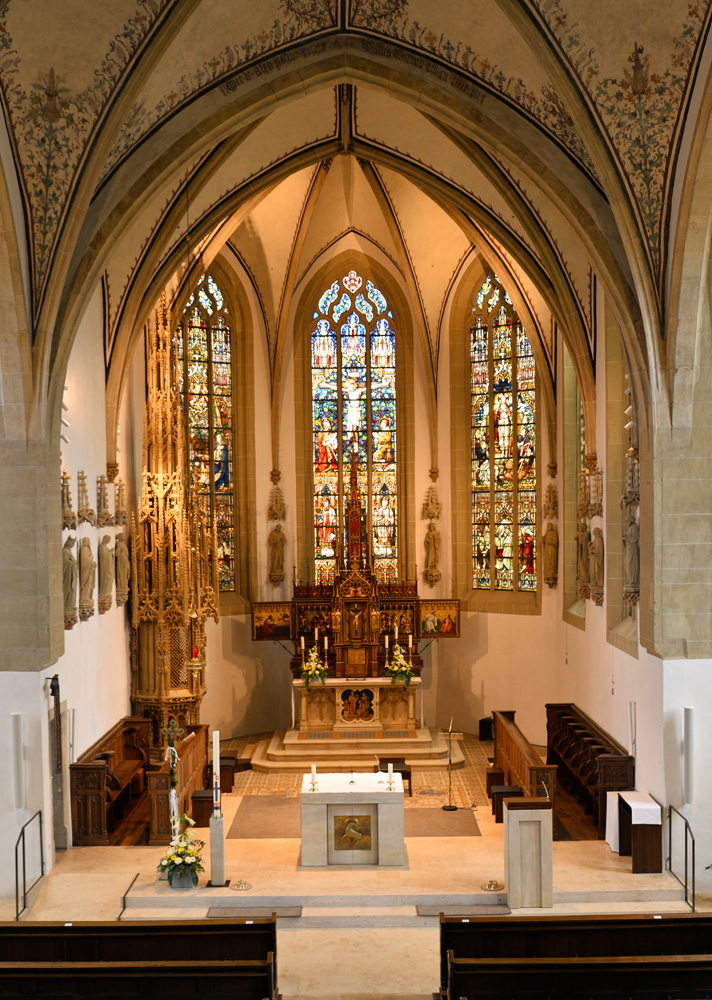
Innenansicht Pfarrkirche St. Magnus

#### Kirchen in Everswinkel und Alverskirchen
- Katholische Pfarrkirche St. Magnus in Everswinkel

Vom ursprünglichen Kirchenbau aus der ersten Hälfte des 13. Jahrhunderts steht nur noch der romanische Turm. Im unteren Teil ist er aus Laerer Kalkstein erbaut, der Mauerstamm des quadratischen Turms besteht aus örtlichen Bruchsteinen. Der oberste, in Backstein ausgeführte und heute verputzte Aufsatz des Turmes und der gedrungene Pyramidenhelm sowie das Westportal stammen aus dem 19. Jahrhundert. Der im unteren und mittleren Bereich völlig ungegliederte Turm weist lediglich schießschartenartige Öffnungen auf; die heutigen Fenster des Untergeschosses sind ebenfalls aus solchen Schießscharten herausgebrochen. Der Grundstein des gotischen Kirchenschiffes wurde am 28. Februar 1489 gelegt. 1522 wurde der Bau vollendet. Ungewöhnlich für eine gotische Kirche ist ihre geringe Längsausdehnung. Weil der Turm im Westen stehen bleiben sollte und auf der Ostseite bereits Häuser standen, baute man in Everswinkel die Kirche einfach in die Breite.
- Evangelische Johanneskirche in Everswinkel

Um der allgemeinen Wohnungsnot nach dem Zweiten Weltkrieg abzuhelfen, entstand ab 1949 auf der Horst das erste Neubaugebiet in Everswinkel. Die evangelische Kirchengemeinde, die größtenteils aus Heimatvertriebenen bestand, erhielt hier 1952 ihr eigenes Gotteshaus. Bei der Innengestaltung der Kirche übernahmen die neuen Gemeindemitglieder Gestaltungsmomente aus ihrer Heimat. 2001 wurde in der Evangelischen Johanneskirche eine neue Orgel eingeweiht, sodass nun auch hier Orgelkonzerte veranstaltet werden können.
- St.-Agatha-Kirche in Alverskirchen

Die Kirche bestand schon zur Zeit des ersten Fürstbischofs von Münster, also vor 1203. Sie ist der heiligen Agatha geweiht, der Beschützerin von Feuersnot. Als erster Patron der Kirche wird 1613 der heilige Johannes genannt. Allerdings scheint es, dass der heiligen Agatha nach drei vernichtenden Brandkatastrophen, von denen das Dorf heimgesucht wurde, zunehmende Verehrung zuteilgeworden zu sein scheint, bis sie schließlich den Platz einer Patrona primaria einnahm. Der heutige Kirchturm stammt noch aus der Gründungszeit des Gotteshauses. Seinen wehrhaften Charakter verdankt der massige, im romanischen Stil errichtete Bau auch der Tatsache, dass die Eingangstür sehr klein ist und nur wenige Fenster vorhanden sind. Seine heutige Breite erhielt er allerdings erst 1703.

#### Sehenswürdigkeiten

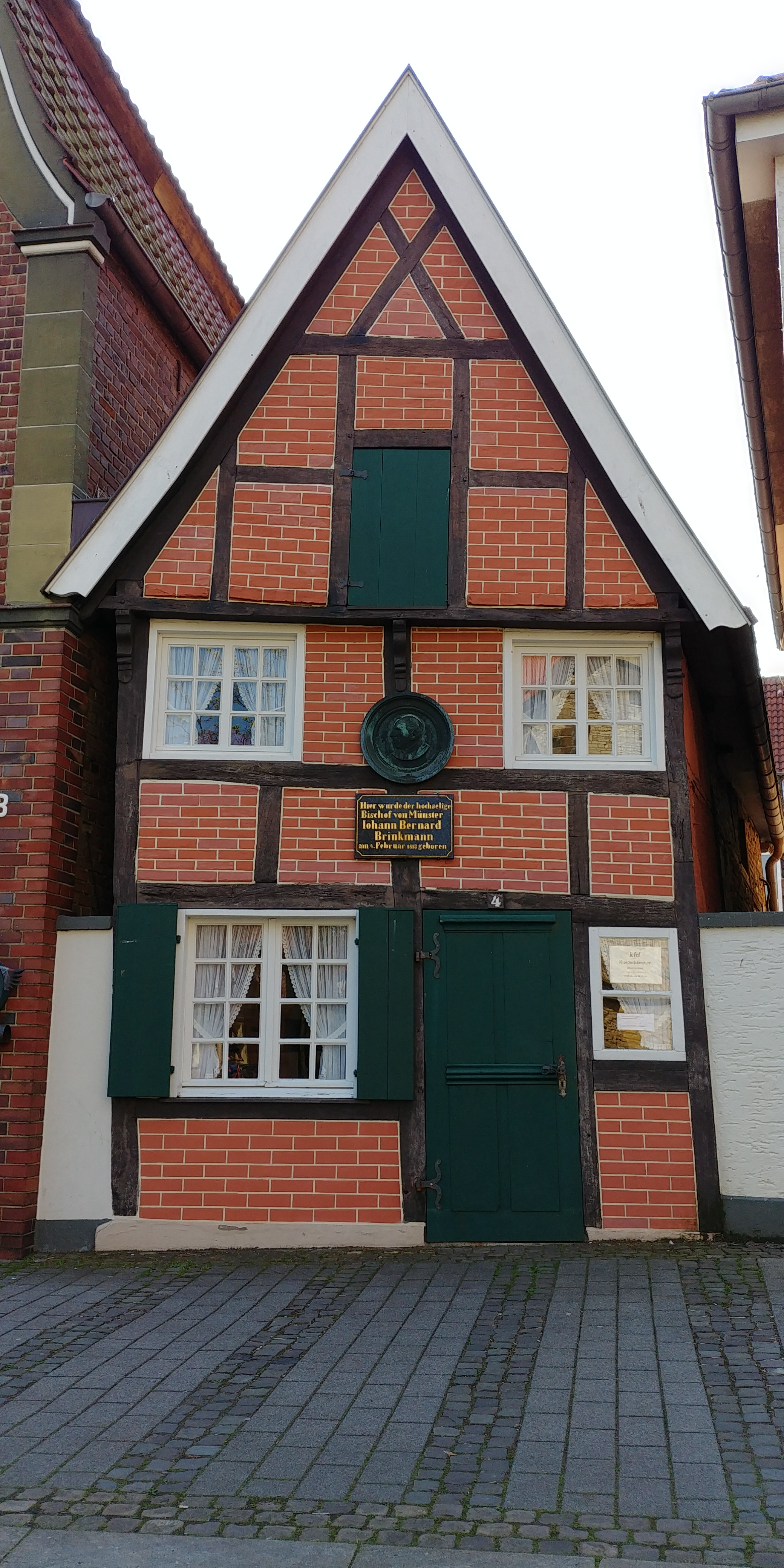
Geburtshaus von Johann-Bernhard-Brinkmann

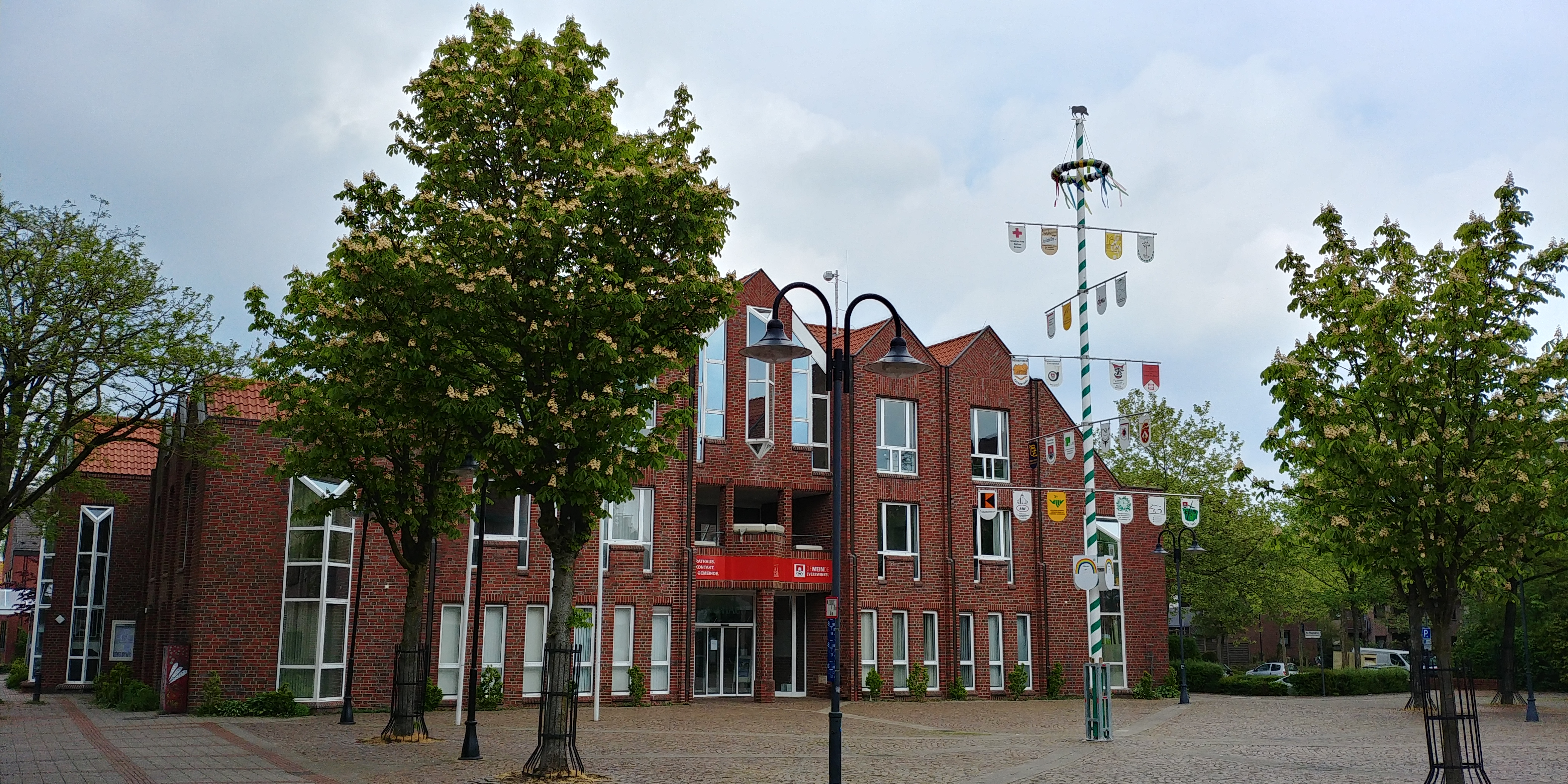
Rathaus von Everswinkel

- Bildstöcke und Wegekreuze

An Straßen, Feldwegen, an den Zufahrten zu Bauernhöfen geben Zeugnis vom christlichen Glauben der Bevölkerung. In der Nähe des Dorfes gelegene Bildstöcke oder Kreuze dienen noch heute als Segensaltäre bei den jährlich stattfindenden Prozessionen.
- Bischofshäuschen

Das Geburtshaus von Johann Bernhard Brinkmann, aufgrund seiner Größe „Bischofshäuschen“ genannt, steht an der Westseite der Pfarrkirche St. Magnus. Eine Tafel am Haus erinnert an die frühere Nutzung.
- Brinkmann-Denkmal

Anlässlich seines 100. Geburtstages wurde 1913 an der Südseite der St.-Magnus-Kirche ein Denkmal des sogenannten Bekennerbischofs Johann Bernhard Brinkmann (1813–1889) aufgestellt. So unbeugsam und energisch, wie er auf seinem steinernen Denkmal zu sehen ist, muss er auch zu Lebzeiten gewesen sein.
- Brunnen am Magnusplatz

Die Gemeinde verdankt ihren Namen zumindest teilweise dem Eber. Am Brunnen des Magnusplatzes z. B. hat sich eine ganze Schwarzwildfamilie versammelt – geschaffen von dem inzwischen verstorbenen Bildhauer Günter Rossow.
- Heimathaus

Das denkmalgeschützte ehemalige Weberhaus an der Ostseite des Kirchplatzes wurde von der Gemeinde gekauft, um es als Heimathaus zu verwenden. Als das typische Ackerbürgerhaus 1781 von Johann Bernd Vienenkötter und seiner Ehefrau Anna Maria Moyman erbaut wurde, bestand die Dorfbevölkerung zum größten Teil aus sogenannten Ackerbürgern, die einem Gewerbe oder Handwerk nachgingen und außerdem Landwirtschaft betrieben, um die Ernährung ihrer Familien sicherzustellen.
- Historisches Viereck

Außergewöhnlich, vielleicht sogar einmalig, ist der Bebauungsgrundriss des Ortskerns von Everswinkel: Die Straßen bilden ein unregelmäßiges Viereck, heute Historisches Viereck genannt. Diese Anordnung der Straßenzüge ergab sich aus der Lage der Kirche und der Häuser auf dem Kirchplatz zu zwei alten Fernstraßen.
- Marienkapelle

1885, noch zu Lebzeiten des in Everswinkel geborenen Bekennerbischofs Johann Bernhard Brinkmann ließ die Gemeinde für ihren größten Sohn anstelle einer kleinen, alten Kapelle eine neugotische Backsteinkapelle errichten. Sie dient seit 1922 als Kriegergedächtniskapelle der Mahnung an die Gefallenen der Kriege 1870/71, 1914/18 und 1939/45.
- Rathaus

Als Schlussstein im Ensemble des neuen Geschäfts- und Dienstleistungszentrums Am Magnusplatz wurde 1988 das Rathaus eingeweiht. Es ist das erste, das in Everswinkels kommunaler Geschichte eigens zu diesem Zweck erbaut wurde.
- Weberdenkmal

Rechtzeitig zur Einweihung des neu gestalteten Historischen Vierecks 1993 war die dreieckige, 1,80 Meter hohe Sandsteinskulptur des Everswinkeler Bildhauers Stefan Lutterbeck vollendet. Drei typische Szenen aus der Hausweberei erinnern an die Blütezeit dieses Handwerks, das im 18. und 19. Jahrhundert die Haupterwerbsquelle der Everswinkeler Dorfbevölkerung war.

#### Herrensitze
- Gut Brückhausen: 2,5 Kilometer südlich von Alverskirchen liegt der wohl einflussreichste Herrensitz der Gegend über Jahrhunderte: das Gut Brückhausen. Lange Zeit hindurch waren die Besitzer von Brückhausen politisch einflussreiche Persönlichkeiten, als Hauptarbeitgeber in der Region um Alverskirchen kam ihnen eine bedeutende Rolle zu.
- Vom einstigen Rittergut Haus Langen in Everswinkel sind noch das ehemalige Bauhaus und die Gräften vorhanden.[20] Auf dem Rittersitz waren bis 1614 die Herren von Langen „mit den Rauten“ ansässig.
- An den einstigen Rittersitz Deckenbrock, Stammgut des gleichnamigen Adelsgeschlechts, das sich später Droste zu Hülshoff nannte, erinnert (mit neuerem Baubestand) der Hof Lütke Deckenbrock

### Sport
Viele Bürger sind in den Sportvereinen organisiert. Der größte Sportverein Everswinkels ist der SC DJK Everswinkel, ein Zusammenschluss der früheren Vereine SC Everswinkel und DJK Everswinkel. Die Damen-Handballmannschaft des SC DJK spielt seit 2008 in der Oberliga (vierthöchste Spielklasse). Im Ortsteil Alverskirchen ist der Sportverein DJK RW Alverskirchen vertreten. Neben einigen Reiterhöfen sorgt der Reit- und Fahrverein Alverskirchen-Everswinkel für ein großes Reitsportspektrum.

### Regelmäßige Veranstaltungen

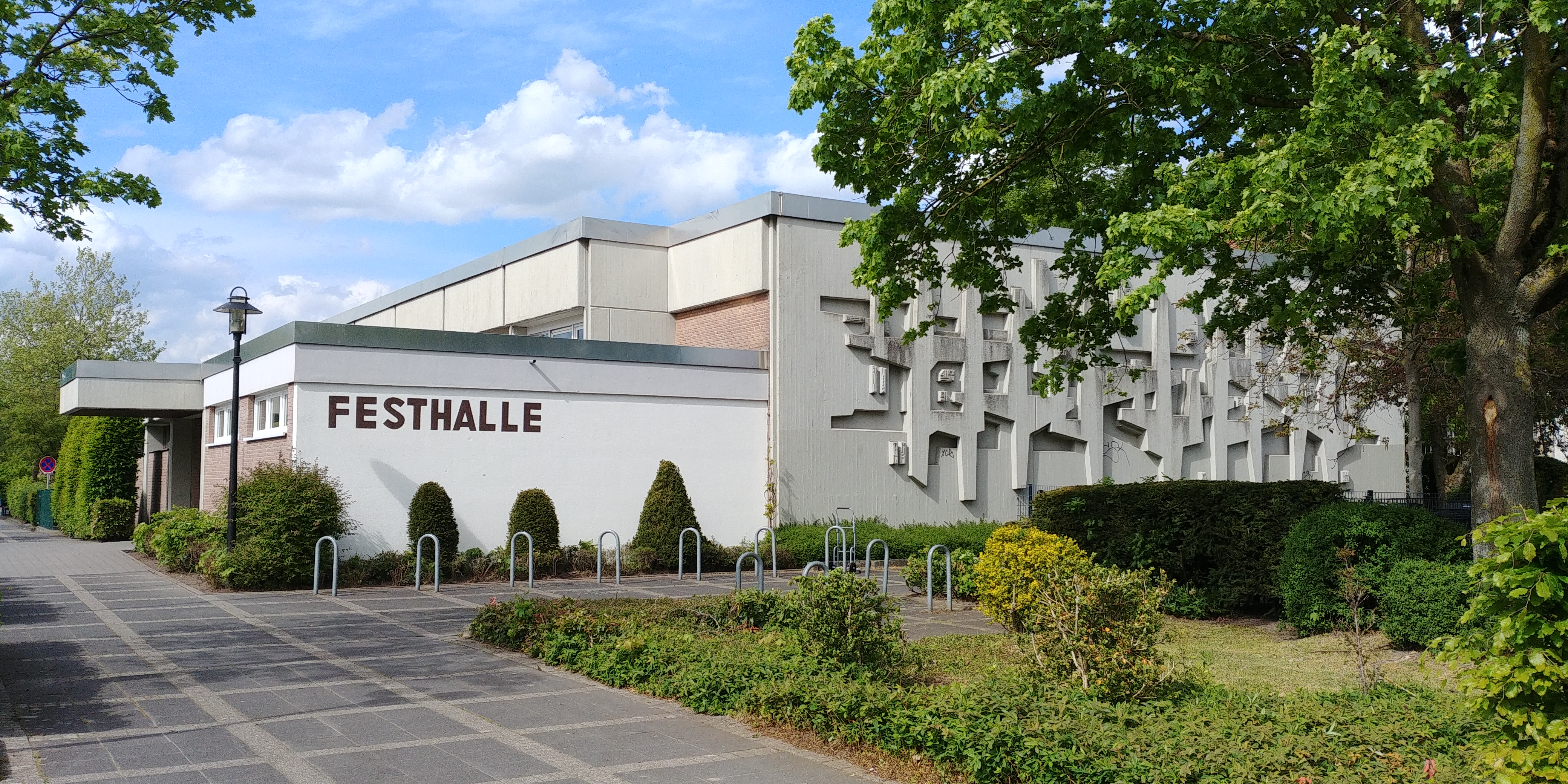
Festhalle Everswinkel

- Schützenfest des Bürgerschützen- und Heimatvereins St. Hubertus Everswinkel e. V. am ersten Wochenende im Juli
- Schützenfest des Schützenvereins Alverskirchen v. 1848 e. V. am zweiten Wochenende im Juli
- Vitus Fest, jährliche Kirmes am Wochenende nach dem Fest des Heiligen Vitus (15. Juni)
- Karnevalsumzug am Sonntag vor Rosenmontag
- Wallfahrt nach Telgte, jährlich am ersten Sonntag im September
- Kolping Karnevalsshow am Wochenende vor dem Karnevalsumzug

## Wirtschaft und Infrastruktur

### Unternehmen
Bäckerei Diepenbrock GmbH, DMK Eis GmbH, SPERLI GmbH, Präzi Flachstahl AG, Bruno Nebelung GmbH (Markenzeichen Kiepenkerl), Roggenland GmbH, farmsaat AG, Senza GmbH, MWE Edelstahlmanufaktur GmbH, BSW Anlagenbau GmbH, Agromais GmbH, Tiefkühlcenter Everswinkel GmbH, Lohmann Maschinenbau GmbH, Uennigmann Landmaschinen Metallverarbeitung GmbH und pro.cura Pflegeteam GmbH haben in Everswinkel ihren Hauptsitz.

### Digital
Die innerörtlichen Bereiche von Everswinkel und dem Ortsteil Alverskirchen sind mit Glasfaserinfrastruktur ausgebaut. 
In einigen Bereichen von Everswinkel und Alverskirchen ist ein offenes WLAN Netz ohne Passwort über Freifunk verfügbar. Abgedeckt sind zum Beispiel die Kirchplätze in den beiden Ortsteilen sowie Teile der Vitusstraße in Everswinkel. Daneben sind zwei Sporthallen, die Kehlbachhalle und das Vitus Sportcenter, mit Freifunk versorgt.

### Bildung

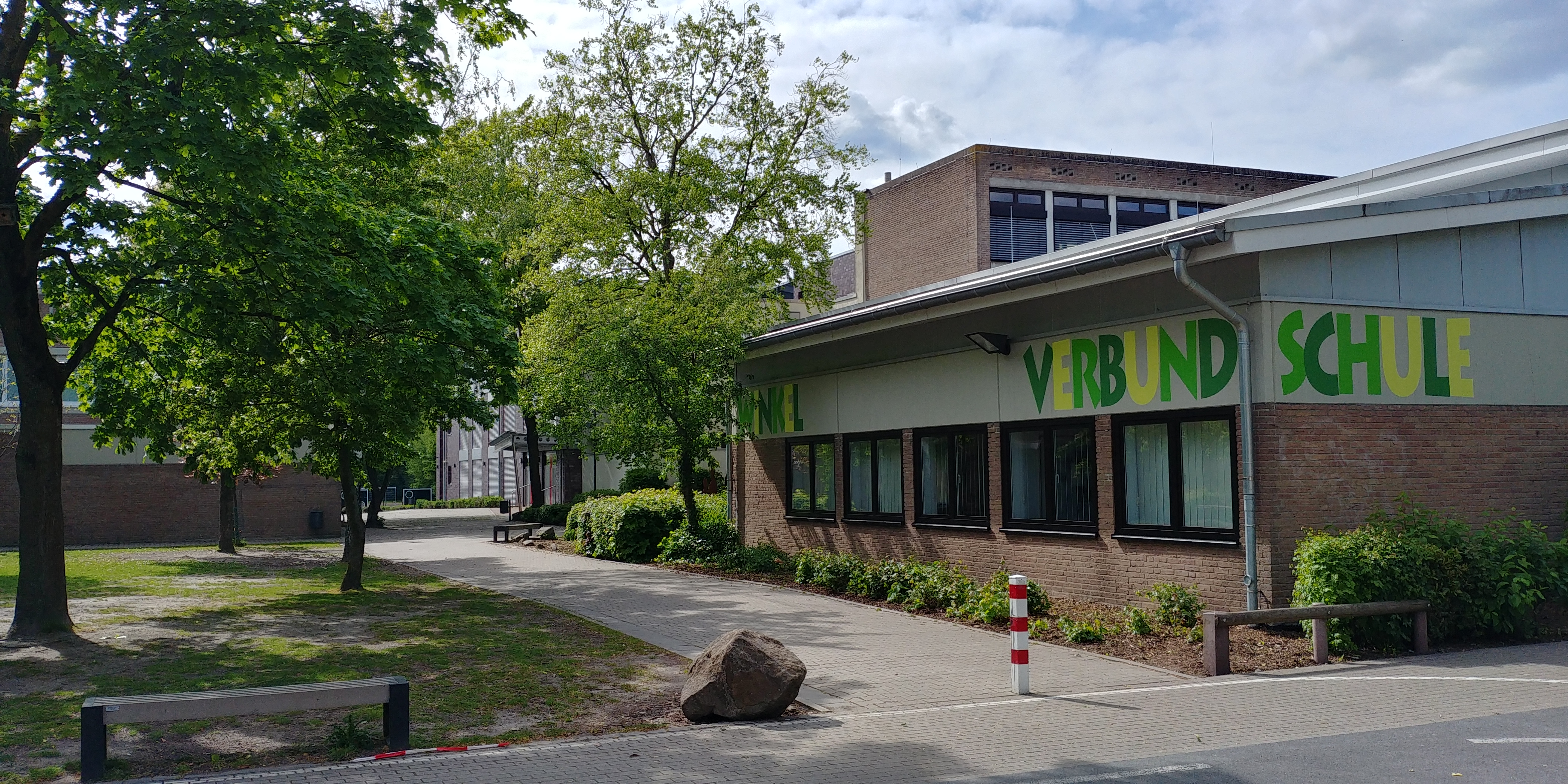
Verbundschule Everswinkel

Everswinkel besitzt zurzeit zwei Grundschulen, davon eine in Alverskirchen, sowie eine Verbundschule (Realschule und Hauptschule unter einem Dach). Außerdem existiert eine Freie Waldorfschule.

### Verkehr
Die B 64 tangiert die Gemeinde Everswinkel. Der Ort gehört zum Radelpark Münsterland. Der Europaradwanderweg R1 und die 100-Schlösser-Route berühren Everswinkel.
Bis 2017 bestand der Haltepunkt „Raestrup-Everswinkel“ an der Bahnstrecke von Münster nach Bielefeld. Hier hielten im Stundentakt Regionalzüge der Eurobahn, welche in Bielefeld über Herford bis nach Rahden durchgebunden wurden und somit eine Direktverbindung Münster – Raestrup-Everswinkel – Bielefeld – Rahden herstellten. Der Haltepunkt wurde durch den neu gebauten Haltepunkt „Warendorf-Einen-Müssingen“ auf dem Gebiet der Nachbarstadt Warendorf ersetzt. 
Die Buslinien S 20 und R 22/R 23 verkehren nach Münster und Warendorf.
| Linie | Verlauf | Takt                                              |
| ----- | --- | ------------------------------------------------- |
| S20   | Münster (Westf) Hbf – Everswinkel – Freckenhorst – Warendorf                                                                                               | 60 min                                            |
| R22   | Münster (Westf) Hbf – Wolbeck – Alverskirchen – Everswinkel (R23 – Warendorf)                                                                              | 20/40 min (Mo–Fr), 30/60 min (Sa), 120 min (So)   |
| R23   | (R22 Münster –) Everswinkel – Freckenhorst – Warendorf | 60 min (Mo–Fr), 120 min (So)                      |
| N3    | Münster (Westf) Hbf – Münster MCC/Halle Münsterland – Wolbeck – Alverskirchen – Everswinkel – Freckenhorst – Westkirchen – Ennigerloh – Neubeckum – Beckum | Einzelne Fahrten (Fr auf Sa), 120 min (Sa auf So) |

Das Ultraleichtfluggelände Everswinkel liegt etwa 4,5 km südlich des Zentrums.

## Persönlichkeiten

### Söhne und Töchter des Ortes
- Theodor Averberg (1878–1973), Steyler Missionar, Häftling im KZ Dachau
- Johann Bernhard Brinkmann (1813–1889), Bischof von Münster von 1870 bis 1889
- Johannes Bernhard Diepenbrock (1796–1884), Theologe und Historiker
- Josef Freitag (* 1950), römisch-katholischer Theologe, Geistlicher und Hochschullehrer
- Ludwig Gausebeck (1886–1949), Lehrer und Sprachbewahrer
- Karl Homann (* 1943), Professor für Wirtschaftsethik an der Ludwig-Maximilians-Universität München
- Hubert Huppertz (* 1967), Professor für Chemie an der Universität Innsbruck
- Manfred Kerklau (* 1958), Theaterleiter, -schauspieler-, regisseur und -pädagoge
- Rudolf von Langen (1438 oder 1439–1519), Humanist und Domherr in Münster
- Bernhardus de Thekenbroke (1209), Herr des Oberhofs Deckenbrock, Stammvater der Familie  Droste zu Hülshoff
- Lena Ottens (* 1997), Volleyball- und Beachvolleyballspielerin
- Aloys Wittrup (1877–1961), Theologe und Pädagoge

### Mit Everswinkel verbunden
- In Everswinkel liegt Elisabeth Grümmer (1911–1986), eine der herausragenden deutschsprachigen Sopranistinnen des 20. Jahrhunderts, begraben.
- Aus Everswinkel stammt ursprünglich die Familie der Dichterin Annette von Droste-Hülshoff (1797–1848). Die Familie hieß ursprünglich von Deckenbrock, nach dem gleichnamigen Oberhof im Ortsteil Wester, der (mit einer Unterbrechung im 17./18. Jahrhundert) vom Mittelalter bis 1933 in dieser Familie blieb. Die ersten prominenten Namensträger waren:
- Engelbert von Deckenbrock (* vor 1266; † 1298), Ritter, Burgmann zu Ahaus, Droste des Domkapitels, Schöffe (historisch) der Stadt Münster, Kämmerer des  Kanonissenstifts mit der Überwasserkirche in Münster und Gutsbesitzer in Everswinkel.
- Johann III. von Deckenbrock (* vor 1295; † 1349), Ritter, Droste des Domkapitels, Ratsherr, Stadtrichter, Bürgermeister der Stadt Münster und Gutsbesitzer in Everswinkel.
- Everwin I. von Deckenbrock (* 1326; † 1351), Ritter, Droste des Domkapitels Münster und Gutsbesitzer in Everswinkel.
- Alhard I. von Deckenbrock († 1399), Ritter, Ratsherr in Münster, letzter Droste des Domkapitels und Gutsbesitzer in Everswinkel.
- Erwin Kostedde (* 1946 in Münster) ist ein ehemaliger deutscher Fußballspieler, wohnhaft in Everswinkel
- Frank Mill (* 1958; † 2025) war ein deutscher Fußballspieler, wohnhaft in Alverskirchen.
- Ludger Banken (* 1965), Kommunalpolitiker und Bürgermeister von Everswinkel 1999–2015
- Julian Westermann (* 1991), ehem. Fußballprofi bei Sportfreunde Lotte, in Everswinkel aufgewachsen